# 5101 Akhmerov
Az 5101 Akhmerov (ideiglenes jelöléssel 1985 UB5) a Naprendszer kisbolygóövében található aszteroida. Ljudmilla Vasziljevna Zsuravljova fedezte fel 1985. október 22-én.